# 帕塔特縣
1°19′S 78°31′W / 1.317°S 78.517°W
帕塔特縣（西班牙語：Cantón Patate），是厄瓜多爾的縣份，位於該國中部，由通古拉瓦省負責管轄，通古拉瓦火山處於該縣，面積315平方公里，2010年人口13,497，人口密度每平方公里42.85人。